# Crimla
Crimla is een gemeente in de Duitse deelstaat Thüringen, en maakt deel uit van de Landkreis Greiz.
Crimla telt 264 inwoners.